# Фебрес-Кордеро Рибаденейра, Леон
Лео́н Эсте́бан Франси́ско Фе́брес-Корде́ро Рибадене́йра (исп. León Esteban Francisco  Febres-Cordero Ribadeneyra; 9 марта 1931, Гуаякиль, Эквадор — 15 декабря 2008, там же) — эквадорский политический деятель, президент страны в 1984—1988 годах.

## Биография
Родился в многодетной (всего 7 братьев и сестёр) зажиточной семье. Получил образование в колледже и в возрасте 16 лет уехал в США, где окончил школу при Военной академии Шарлотт Холл и Мерсерсбургскую академию в Пенсильвании. В 1953 году окончил факультет машиностроения Технологического института Стивенса (Нью-Джерси).
Занимал руководящие должности в важных компаниях страны: Cervecería Nacional, Empresa Eléctrica de Guayaquil, Industrial Molinera, Sociedad Anónima San Luis, Sociedad Anónima San Alfonso, Cartonería Ecuatoriana, Papelería Nacional и Textil Interamericana de Tejidos. Был президентом Промышленной палаты Гуаякиля в период с 1974 по 1980 год и Национальной федерации промышленных палат.
В 1965 году начал свою политическую карьеру в качестве президента Федерации промышленности Гуаякиля, а также президента Ассоциации латиноамериканских промышленников.
В 1966—1968 годах депутат Национального законодательного собрания Эквадора (в 1966—1967 депутат Конституционной Ассамблеи), в 1968—1970 годах — сенатор.
В конце 1970-х вступил в Социал-христианскую партию и в 1979 году был избран в Национальный конгресс. Находясь в оппозиции, открыто критиковал реформистские социальные программы президентов Хайме Рольдоса и Освальдо Уртадо.
В 1984 году был избран лидером Национального фронта восстановления. В том же году одержал победу на президентских выборах во втором туре (получил 27,2 % в 1-м туре, занял второе место, и 51,5 % во 2-м) и в 1984—1988 годах был президентом Эквадора. Лозунгом его предвыборной кампании был «Хлеб, крыша и занятость».
В отличие от предшественников стремился проводить политику на основе свободных рыночных отношений, освободив цены на основные продукты и сосредоточившись на выплате внешнего долга и развитии экспорта. Одновременно в соответствии с мерами по корректировке экономики заработная плата не повышалась. Однако для полной реализации своей программы он не имел большинства в Национальном конгрессе. Первые шесть месяцев его президентского срока характеризовались конфронтацией с парламентом. Управление велось в обход парламента срочными экономическими декретами (всего их было 26) для управления государственными расходами, превратив таким образом исключение в правило для правительства. Меры по экономической корректировке помогли росту ВВП, и в 1984 и 1985 годах наблюдался профицит бюджета. Но во второй половине 1986 года цены на эквадорскую нефть на международном рынке рынке упали с 27 до 8 долларов и экономическая программа фактически рухнула.
При нём активизировалось строительство и общий ремонт дорог в прибрежных и горных регионах, Амазонии и на островах, принадлежащих Эквадору. Во время его правления увеличился ненефтяной экспорт, который в 1988 году достиг 1,8 миллиарда долларов, тогда как двумя годами ранее, до начала его мандата, он едва составлял 600 миллионов долларов.
Во время своего правления осуществил строительство нескольких больниц и продвинул программу медицинского обслуживания и доставки бесплатных лекарств детям в возрасте до пяти лет под названием «Меграме 5».
В 1983 году руководил военной операцией по освобождению похищенного ультралевой группировкой «Альфаро жив, чёрт побери!» (AVC — ¡Alfaro Vive, Carajo!) банкира Нахима Исайаса. В ходе операции похищенный погиб вместе с похитителями.
5 октября 1984 года парламент избрал новый состав Верховного суда, который не понравился президенту. В результате национальная полиция не позволила судьям войти во Дворец правосудия. Десять дней спустя состав, избранный с 1979 года, отказался от своих функций, и Конгресс повторно избрал новый Верховный суд, в котором были представлены все политические силы, представленные в законодательном органе. После этого президент позволил новому составу приступить к работе.
Его политика не вызвала поддержки со стороны населения и привела к обострению социально-экономической ситуации в стране. Острую реакцию вызвало и закрытие нескольких оппозиционных СМИ.
Являлся политическим союзником президента США Рональда Рейгана и подвергался резкой критике за нарушения прав человека, обвинялся в попустительстве пыткам и внесудебным казням заключенных. Межамериканский суд по правам человека наложил на Эквадор обязательство выплатить компенсацию жертвам, расследовать и наказать тех, кто совершил такие действия. Комиссия по установлению истины, созданная правительством в 2007 году, установила, что в 1980-е годы действительно были зарегистрированы случаи нарушений прав человека.
В марте 1986 года в стране был поднят мятеж под руководством генерала Фрэнка Варгаса, поддержанный советом адмиралов ВМФ Эквадора. Однако генерал не пошёл на обострение ситуации и не высказал претензий на взятие власти в стране. В результате в отставку подали обвинённые в злоупотреблении служебным положением и коррупции министр обороны, главком сухопутных сил и командующий ВВС. Ф. Варгас был арестован и, несмотря объявление Национальным конгрессом амнистию, по прямому указанию Фебреса-Кордеро, находился в заключении. 14 января 1987 году президент был арестован сторонниками арестованного генерала при протокольном посещении авиабазы (вместе с министром обороны, командующим сухопутными войсками, главнокомандующим Объединённым командованием вооружённых сил и другими высокопоставленными чиновниками и генералами). Вечером того же дня захваченные были отпущены в обмен на освобождение генерала Ф. Варгаса, амнистию за действия того дня и официальную публикацию соответствующего закона. Тем не менее 21 января большинство мятежников были захвачены и арестованы (позже 62 коммандос были приговорены к тюремному заключению и освобождены в декабре 1988 года президентом Родриго Борха Севальосом, в 2008 году все они были оправданы Учредительной Ассамблеей Эквадора).
В 1988 году режим был ослаблен несколькими коррупционными скандалами в высших эшелонах власти, падением цен на нефть, прекращением экспорта собственной нефти из-за землетрясения, усугубившего экономический кризис, сокративший доходы до 3 миллиардов долларов. ВВП снизился на 6%, а инфляция выросла на 85,7%.
В 1992—2000 годах мэр Гуаякиля (на выборах в 1992 году получил 65 % голосов, в 1996 году — 86 %), в 2003—2007 годах — вновь депутат Национального конгресса (в начале 2007 года ушёл в отставку по состоянию здоровья).
Умер 15 декабря 2008 года в возрасте 77 лет в Гуаякиле от рака лёгких и эмфиземы.